# Khitrovka

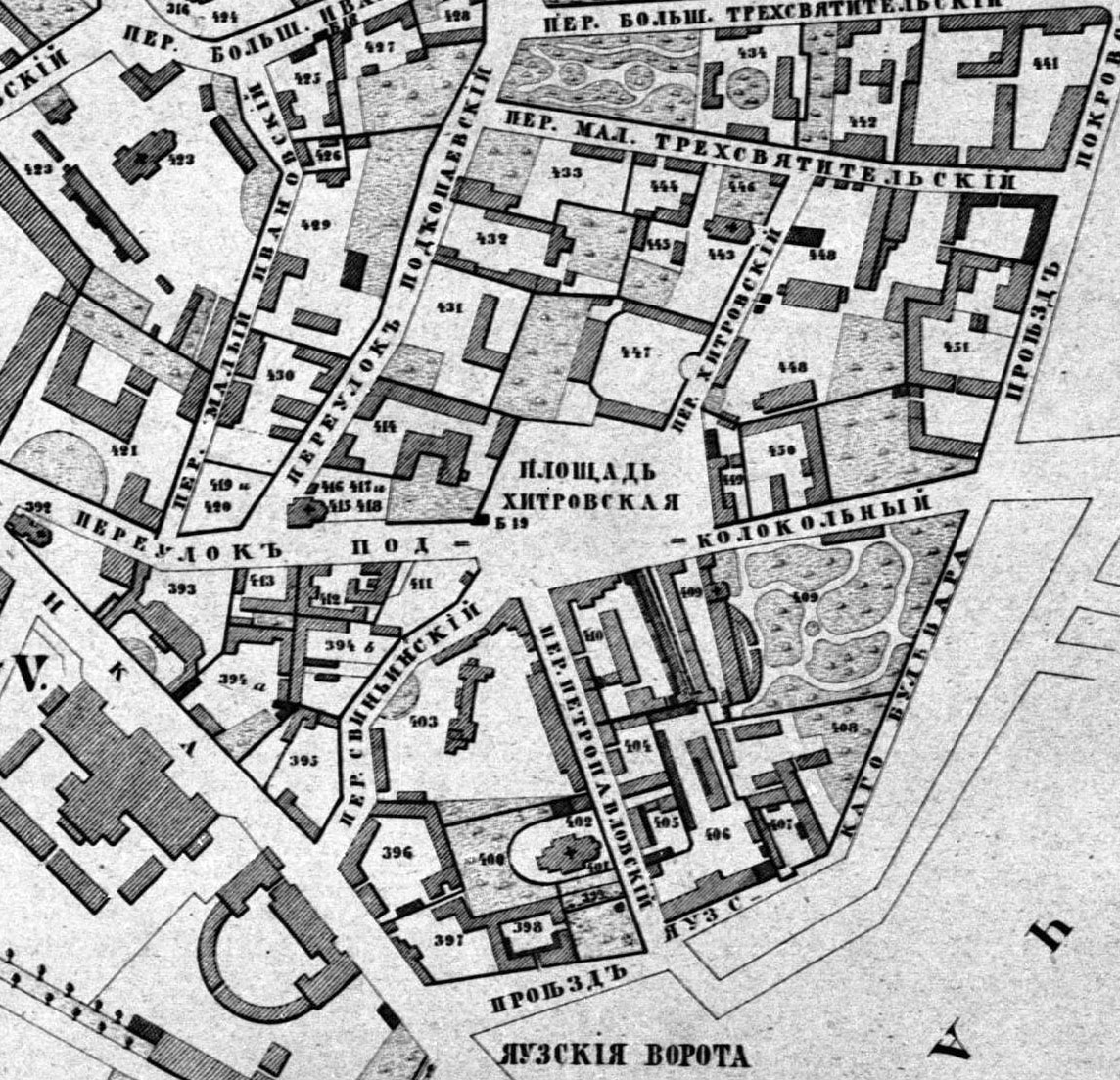
Le quartier de Khitrovka en 1853

Khitrovka (en russe : Хитровка) est un ancien quartier de Moscou situé autour de place Khitrovskaïa (en russe : хитровская площадь) qui exista des années 1820 aux années 1930, il était aussi connu sous le nom de marché Khitrov. Aujourd'hui à l'emplacement du marché, au 11a de la rue Podkolokolny, se trouve un square, recréé en 2014, et le quartier forme encore un ensemble historique particulièrement préservé unique dans son genre à Moscou.

## Histoire
Transformée en terrain vague par l'incendie de Moscou de 1812 la parcelle fut achetée en 1823 par Nikolaï Zakharovitch Khitrovo, propriétaire d'une demeure située à proximité et beau-fils du feld-maréchal Koutouzov, pour y ériger un marché de viande et de légumes. Le terrain fut nettoyé, égalisé et pavé et l'espace réservé au marché encadré de peupliers, dont certains sont encore visibles de nos jours. La mort de Khitrovo en 1826 l'empêcha de mener son projet à bien et la place demeura vacante jusque dans les années 1860.
S'y développa alors une bourse du travail pour les ouvriers sans qualifications et saisonniers. Beaucoup de paysans montés à la ville y cherchèrent leur chance, de nombreux qui ne la trouvèrent pas échouèrent aux alentours de la place dans les dortoirs des marchands de sommeil. Le quartier devint le synonyme de la pauvreté et de la criminalité, à deux pas de l'élégante rue Solianka et du quartier des affaires de Kitai-Gorod.
Les maisons closes furent fermées dans les années 1920 et une école (devenu le collège d'électromécanique no 55) fut construite avant la guerre à la place de l'ancien marché. Dans les années 1930, le bas-fond de Moscou qu'était Khitrovka avait disparu.

## Dans la littérature
Dans la seconde moitié du XIXe et au début du XXe siècle le quartier fut visité régulièrement par des écrivains tels Léon Tolstoï, Gleb Ouspenski, Tatiana Chtchepkina-Koupernik et on le retrouve particulièrement sous la plume de Vladimir Guiliarovski (dans Moscou et les Moscovites), Maxime Gorki (les bas-fonds) et Constantin Stanislavski. Le poste de police voisin de Khitrovka est lui lié aux noms de Vladimir Maïakovski et Ilya Ehrenbourg qui, à différentes époques, y furent incarcérés et se servirent de cet épisode dans leurs œuvres.
Dans La Vie quotidienne en Russie au temps du dernier tsar (1959), Henri Troyat évoque le quartier en ces mots dramatiques :

« La loi de la Khitrovka est impitoyable. Quiconque fausse le jeu, finit, un jour ou l'autre, avec un poignard dans le dos. »

Plus récemment l'action de nombreux romans policiers de Boris Akounine mène le détective Eraste Pétrovitch Fandorine dans les méandres de Khitrovka.

## Monuments

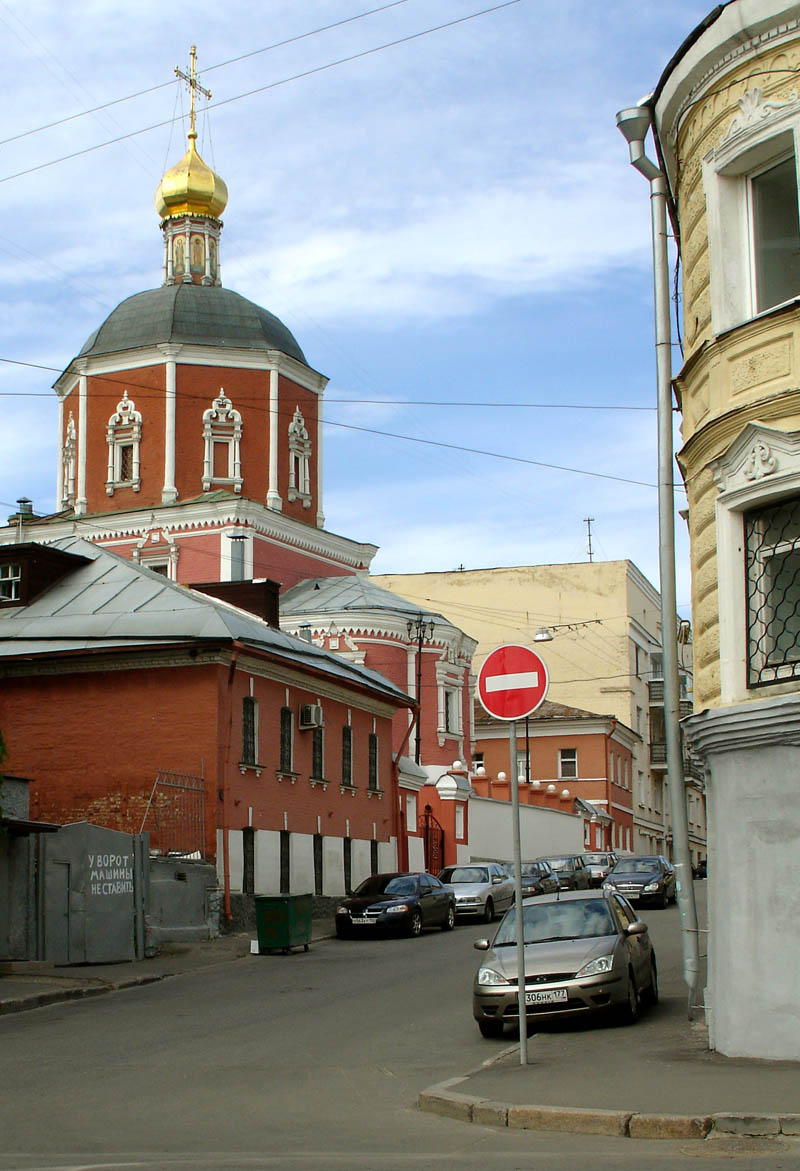
Église des Saints Apôtres Pierre et Paul aux portes de la Yaouza, vue depuis le boulevard de la Yaouza
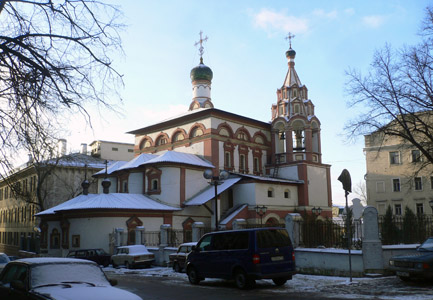
Église des trois Saints Hiérarques de Moscou
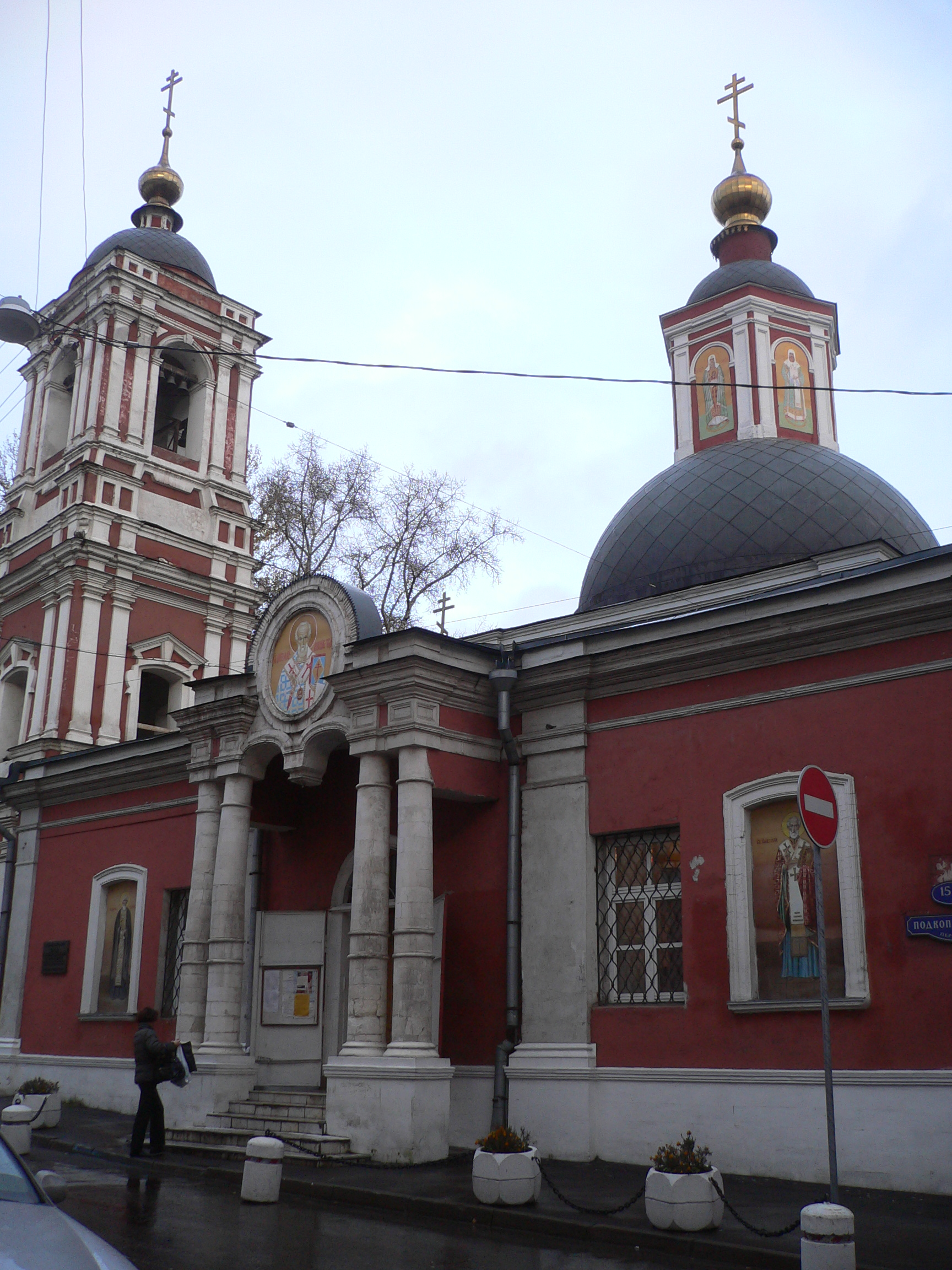
Église de Saint Nicolas le thaumaturge à Podkopaï
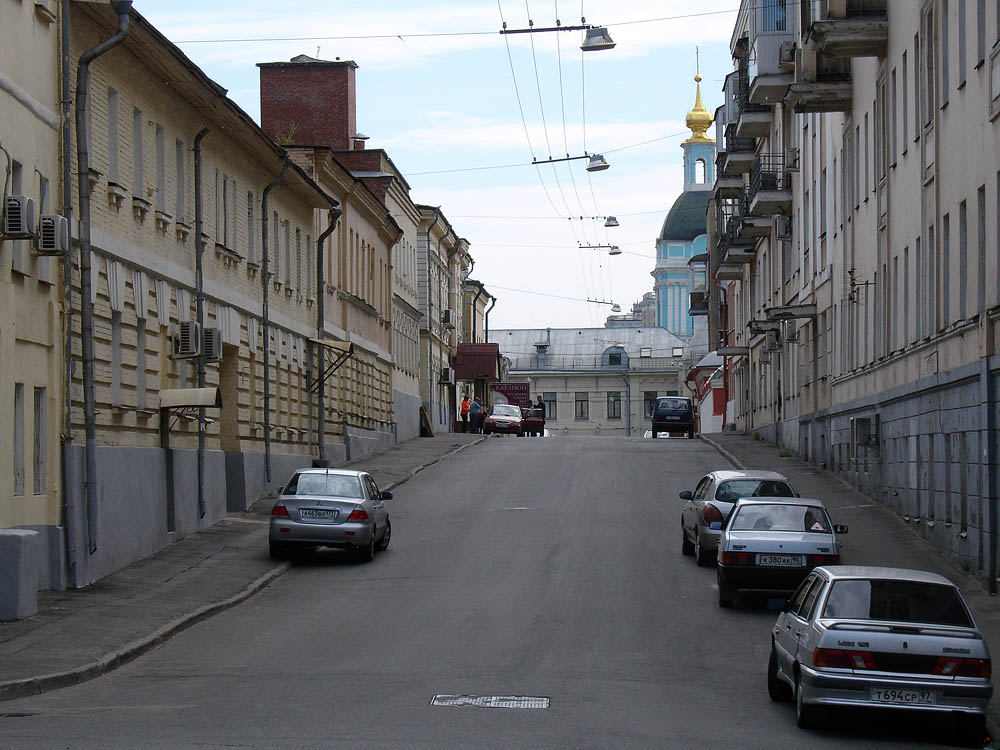
Les anciens dortoirs rue Petropavlovsky
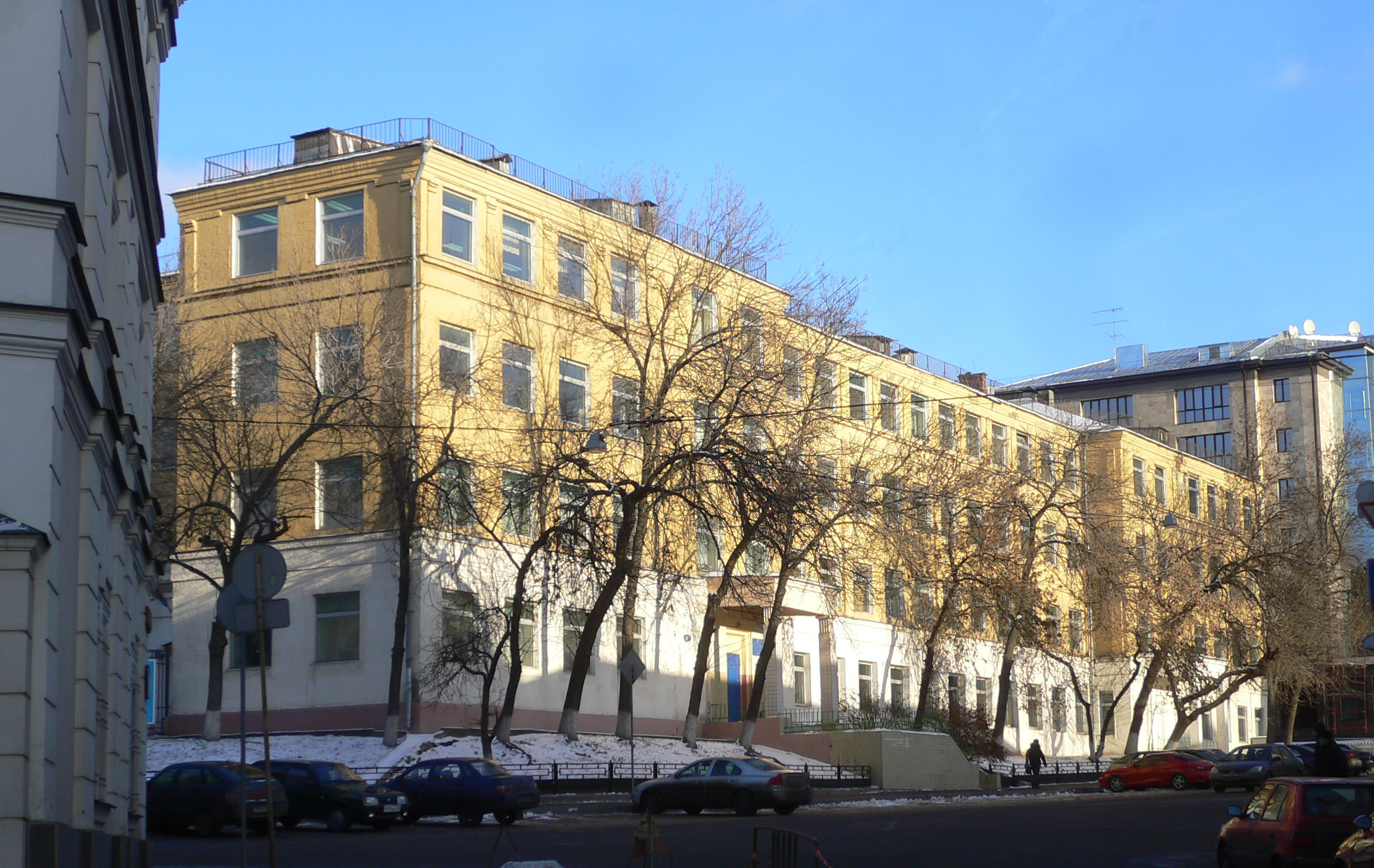
L'ancien collège d'électromécanique n°55 (démoli en janvier 2010)

Aux environs du quartier de Khitrovka, sur les flancs de la colline Saint-Jean, on trouve aussi le couvent de Saint Jean le Précurseur et l'Église de Vladimir Égal-aux-Apôtres. Un peu plus loin, rue Starosadsky, se dresse une église luthérienne. Le quartier a été en grande partie épargné par le développement urbain à l'époque soviétique et par les appétits immobiliers actuels et conserve encore l'atmosphère du Moscou du XIXe siècle.

## Menace architecturale
Alors que deux propositions d'inscription du quartier aux monuments historiques sont en cours d'étude début 2008 (une fois à titre individuel, une seconde comme élément du quartier de la colline Saint-Jean) un projet immobilier risque de défigurer le quartier : le groupe « Don-Stroy » souhaite ériger à la place du collège d'électromécanique une barre de bureaux décrit par les experts avec les mots : « le bâtiment n’est satisfaisant ni par son volume, ni par sa hauteur, ni par la solution architecturale ».
Ce projet, rejeté par les experts, risque toutefois d'être construit sans aucune modification ni égard aucun pour le quartier historique, provoquant une campagne de pétition de la part des défenseurs de cette zone jusqu'alors en grande partie épargnée par les appétits immobiliers. Les pétitions, reliées en quatre tomes, ont été transmises à la municipalité de Moscou mais une décision n'a pas encore été prise.
En janvier 2010 le bâtiment de l'ancien collège est détruit mais la construction d'un immeuble moderne est empêchée par l'intervention du maire de Moscou Iouri Loujkov.